# 纳米小人

纳米小人（IUPAC名：2-(42-[3,5-二(1-炔-1-甲基戊基)苯基]乙炔基2,5-二(1-炔-1-甲基-3,3-二甲基丁基)苯基)-1,3-二氧杂环戊烷）的结构

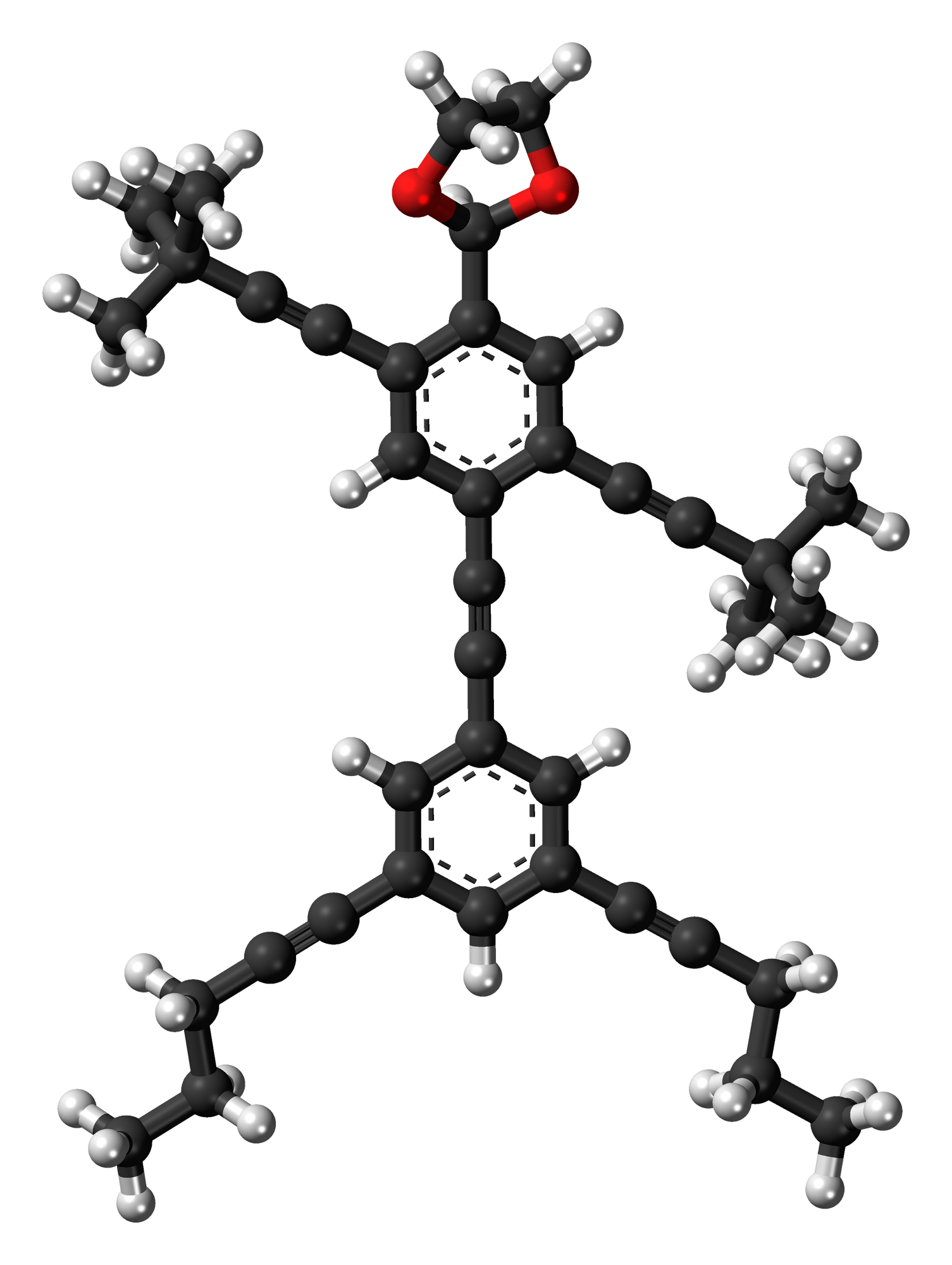
纳米小人的球棍模型

纳米小人（英語：Nanoputian）是一系列结构式与人体相似的有机分子。莱斯大学的詹姆斯·托尔等人于2003年设计并合成这些分子，用于对年轻学生的化学教育。这些化合物由几个碳原子连接的两个苯环作为身体，将四个在末端接有烷基的乙炔单元作为手脚，最后以一个1,3-二氧戊环作为头。
这些结构的合成主要依靠薗頭耦合反應。将1,3-二氧戊环替换成其他合适的环，可以合成多种类似的化合物：NanoAthlete（纳米运动员）、NanoPilgrim（纳米朝圣者）、NanoGreenBeret（纳米绿色贝雷帽）等等。在脚上接上硫醇官能团使他们可以站在金的表面。
“Nanoputian”是nano（纳米）和lilliputian（小人国）的混成词。

## 背景
虽然纳米小人及其所有的衍生物仍没有任何化学用途，但托尔用这些栩栩如生的小人教育孩子们的科学。纳米小人官方网站上这个计划的目标是：
- “显著提高学生在分子水平上理解化学、物理学、生物学、材料科学的能力。”
- “为教师们提供教授纳米科学和新兴的分子技术的工具。”
- “证明科学与艺术能够结合，培养学生更多样的学习方法以及更广泛的兴趣爱好。”
- “引起人们对纳米科学的兴趣，鼓励更多的人参与其中并资助科学家的研究。”[3]

## 全合成路线
第一个纳米小人名叫纳米小孩（NanoKid），下面介绍其全合成的路线。

### 上身的合成
首先令1,4-二溴苯在硫酸环境下碘化，接着把“胳膊”3,3-二甲基丁炔通过Sonogashira偶联反应连在苯环上。再向连着两个“胳膊”的苯环中加入有机锂试剂正丁基锂以及N,N-二甲基甲酰胺引入一个甲酰基，然后用乙二醇在对甲苯磺酸的催化下来保护它。这样，纳米小孩的头部就构建完成了。起初，托尔等人打算直接把它连接到下身上，但发现产率非常低。于是，他们通过锂卤交换反应用1,2-二碘乙烷把溴原子取代成了碘原子，增大了其反应性。至此，纳米小孩上身的合成完成。
| 纳米小孩上身的合成 |
| 纳米小孩上身的合成 |

### 下身的合成
合成纳米小孩下身所用的原料为4-硝基苯胺。硝基苯胺与Br2在乙酸环境下反应，让两个溴原子上在氨基的邻位——NH2是一个推电子基团，而NO2是一个吸电子基团，所以产物中溴原子位于氨基的两个邻位上。接着让产物与NaNO2、H2SO4以及EtOH反应，使得氨基形成重氮盐而变为N2离去。然后用路易斯酸SnCl2作为还原剂、THF/EtOH作为溶剂来把硝基还原为氨基，紧接着再用NaNO2、H2SO4把氨基做成重氮盐并用KI取代形成3,5-溴代-1-碘代苯。再让后者与三甲基乙炔基硅烷反应来构建纳米小孩的“胃”——3,5-二溴-(三甲基硅基乙炔基)苯。上面提到过，碘代苯对Sonogashira偶联反应的反应性很强，所以这个反应进行很容易。然后利用Sonogashira偶联反应来构建小孩的“腿”：用两倍量的1-丁炔和“胃”反应，得到3,5-(1′-丁炔基)-1-(三甲基硅基乙炔基)苯。最后，还得用精心选择的脱保护试剂K2CO3、MeOH、以及CH2Cl2来去除保护基TMS（三甲基硅基），得到纳米小孩的下半身3,5-(1′-丁炔基)-1-乙炔基苯。
| 纳米小孩下身的合成 |
| 纳米小孩下身的合成 |

### 上身与下身的组装
还是通过Sonogashira偶联反应，将上半身与下半身溶于TEA和THF混合溶剂，在二氯双(三苯基膦)钯、碘化亚铜的催化下进行偶联，最终得到了完整的纳米小孩。
| 纳米小孩上下身的组装 |
| 纳米小孩上下身的组装 |

## 纳米小孩的衍生物

### 各种职业纳米小人的合成
以纳米小孩为原料可以合成一系列各种各样的纳米小人。它们是在对甲苯磺酸的催化以及微波炉的辐射下，纳米小孩与过量的1,2-或1,3-二醇反应而得到的。微波辐射使反应时间减少了许多。这一系列的反应实际上是二醇将纳米小孩的“头部”取代下来而形成不同结构的各种职业纳米小人，它们包括：纳米运动员、纳米朝圣者、纳米绿色贝雷帽、纳米弄臣、纳米君王、德克萨斯纳米小人、纳米学者、纳米面包师以及纳米厨师。
这些纳米小人的结构式中，大部分是根据其平衡构象来绘制的，不过为了更突出纳米小人职业的特点，让非化学家更好地理解这些分子，也有一些小人没有取平衡构象来绘制。可以看出，对小人的头部绘制非常自由。
除了纳米厨师以外，所有的纳米小人都在微波炉中反应得到，且其存在得到了质谱和1H NMR的证实。
下表列出了纳米小孩转变为各种职业的纳米小人所需要的二醇。其中用于合成纳米朝圣者和德克萨斯纳米小人的二醇分别是用1,4-和1,5-二酮通过频哪醇偶联反应和SmI2、Mg/TiCl4作用得到的；用于合成纳米君王和纳米学者的二醇是用相应的烯烃被OsO4氧化得到的。非对映体过量比是通过测定缩醛的非对映异位质子（diastereotopic acetal protons）的1H NMR得到的。

### 直立纳米小孩的合成

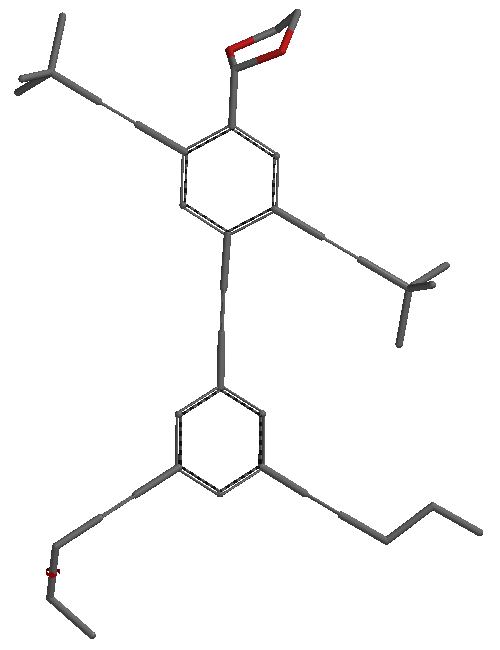
纳米小孩取能量最低构象时的棒状模型（Stick Figure）

3-丁炔-1-醇在三乙醇胺催化下与甲磺酰氯生成其甲磺酸酯，接着甲磺酸基又被取代而生成硫醇乙酸酯。然后两分子的硫醇乙酸酯和3,5-二溴-1-(三甲基硅基乙炔基)苯缩合得到产物3,5-(4’-硫乙酰基-1’-丁炔基)-1-(三甲基硅基乙炔基)苯。后者与在四氢呋喃中与四正丁基氟化铵（TBAF）、AcOH/Ac2O反应脱去三甲基硅基，然后与之前合成的上半身组装即可得到最终产物。这样得到的纳米小孩的“脚”是由被保护的巯基构成的。
为了让纳米小孩“直立”，将它与溶于四氢呋喃中的氨水反应脱去乙酰基，得到脱保护的巯基。然后将后者置于金的表面并浸于溶剂中4天，使其形成自组装单分子膜。使用椭圆偏振技术测定产物的厚度，结果显示纳米小孩“直立”在了金的表面上。

### 纳米小人链的合成
将4-硝基苯酚在乙基二异丙基胺的催化下与双光气作用而酰氯化，并将产物与“手臂”带有羟基的纳米小人反应，使两个羟基均变为酯基。接着再在溶剂DMAP与二氯甲烷中加入另一个“手臂”带有羟基的纳米小人进行反应脱去碳酸对硝基苯酚酯，而形成两个耦合的纳米小人。另外，这个反应会生成纳米小人的寡聚物副产物，见图中最后一个化合物。